# Clotilde (Visigoti)
Clotilde o Crodechilde (... – 531) fu regina dei Visigoti dal 526 circa alla sua morte, quale moglie del re, Amalarico.

## Origini
Era l'unica figlia femmina del re dei Franchi Sali della dinastia merovingia, Clodoveo I e della sua seconda moglie, Clotilde, che secondo il vescovo Gregorio di Tours (536 – 597), era la figlia del re dei Burgundi, Chilperico II e della moglie, di cui non si conosce il nome

## Biografia
Sempre Gregorio di Tours riferisce che la sorella degli eredi maschi (Clotilde), dopo la morte del padre, fu richiesta in matrimonio dal potente re (dei Visigoti) di Spagna, Amalarico, figlio del re dei Visigoti Alarico II, quindi della casa dei Balti e di Teodegota, figlia del re degli Ostrogoti Teodorico il Grande, della casa degli Amali. Gli eredi di Clodoveo accettano e inviano la sorella in Spagna con una ricca dote (una grande quantità di preziosi ornamenti).
L'unione non era stata felice a causa della differenza di appartenenza religiosa: lui era ariano e lei cattolica, e gli insistenti tentativi di Amalarico di farla convertire all'arianesimo (secondo Gregorio di Tours, Amalarico nel tentativo di convertire la moglie, Clotilde arrivò anche a maltrattarla), furono vani, anzi esasperarono i fratelli di lei Childeberto I e Clotario I. Childeberto, nel 531, invase la Settimania e sconfisse Amalarico nei pressi della sua capitale, Narbona. Amalarico fuggì cercando di rifugiarsi a Barcellona.
 Di questo matrimonio e delle conseguenti vicissitudini ne parla anche Procopio di Cesarea, nel suo De Bello Gothico.
Childeberto allora si impadronì del tesoro di Amalarico e fece ritorno in patria assieme alla sorella. Ma Clotilde durante il viaggio, morì. la salma fu traslata a Parigi, dove venne sepolta nella basilica parigina dei Saints-Apôtres, (poi divenuta l'abbazia di Sainte-Geneviève) e oggi il Pantheon di Parigi), sulla Montagne Sainte-Geneviève, accanto al padre, Clodoveo.

## Figli
Clotilde ad Amalrico non diede figli.

## Ascendenza
|                              |          |           | Genitori |  |  | Nonni |  |  | Bisnonni |  |  | Trisnonni |  |
|                              |          |           |          |  |  |       |  |  | Meroveo  |  |  | Clodione  |  |
|                              |          |           |          |  |  |       |  |  | Meroveo  |  |  | Clodione  |  |
|                              |          | …         |          |  |  |       |  |  | Meroveo  |  |  |           |  |
| Childerico I                 |          |           |          |  |  |       |  |  | Meroveo  |  |  |           |  |
|                              |          | …         | …        |  |  |       |  |  |          |  |  |           |  |
|                              |          | …         | …        |  |  |       |  |  |          |  |  |           |  |
|                              |          | …         | …        |  |  |       |  |  |          |  |  |           |  |
| Clodoveo I                   |          | …         |          |  |  |       |  |  |          |  |  |           |  |
|                              |          | …         | …        |  |  |       |  |  |          |  |  |           |  |
|                              |          | …         | …        |  |  |       |  |  |          |  |  |           |  |
|                              |          | …         | …        |  |  |       |  |  |          |  |  |           |  |
| Basina                       |          | …         |          |  |  |       |  |  |          |  |  |           |  |
|                              |          | …         | …        |  |  |       |  |  |          |  |  |           |  |
|                              |          | …         | …        |  |  |       |  |  |          |  |  |           |  |
|                              |          | …         | …        |  |  |       |  |  |          |  |  |           |  |
| Clotilde regina dei Visigoti |          | …         |          |  |  |       |  |  |          |  |  |           |  |
|                              | Gundioco | Gundicaro |          |  |  |       |  |  |          |  |  |           |  |
|                              | Gundioco | Gundicaro |          |  |  |       |  |  |          |  |  |           |  |
|                              | Gundioco | …         |          |  |  |       |  |  |          |  |  |           |  |
| Chilperico II dei Burgundi   | Gundioco |           |          |  |  |       |  |  |          |  |  |           |  |
|                              |          | …         | …        |  |  |       |  |  |          |  |  |           |  |
|                              |          | …         | …        |  |  |       |  |  |          |  |  |           |  |
|                              |          | …         | …        |  |  |       |  |  |          |  |  |           |  |
| Clotilde                     |          | …         |          |  |  |       |  |  |          |  |  |           |  |
|                              |          | …         | …        |  |  |       |  |  |          |  |  |           |  |
|                              |          | …         | …        |  |  |       |  |  |          |  |  |           |  |
|                              |          | …         | …        |  |  |       |  |  |          |  |  |           |  |
| …                            |          | …         |          |  |  |       |  |  |          |  |  |           |  |
|                              |          | …         | …        |  |  |       |  |  |          |  |  |           |  |
|                              |          | …         | …        |  |  |       |  |  |          |  |  |           |  |
|                              |          | …         | …        |  |  |       |  |  |          |  |  |           |  |
|                              |          | …         |          |  |  |       |  |  |          |  |  |           |  |

### Fonti primarie
- (LA)  Gregorio di Tours, Historia Francorum Testo disponibile su Wikisource.
- (EL, LA)  Procopio di Cesarea, De Bello Gothico .

### Letteratura storiografica
- Rafael Altamira, La Spagna sotto i visigoti, in Storia del mondo medievale, Cambridge, Cambridge University Press, 1999,  pp. 743-779.